# Hilë Mosi
Hilë Mosi (nevének ejtése hil mɔsi; Shkodra, 1885. április 22. – Tirana, 1933. február 21/22.) albán politikus, költő, műfordító, publicista. A nemzeti függetlenségért folytatott küzdelmeket követően az 1920-as évektől előbb Amet Zogu politikai ellenzéke, majd 1927-től több kormányának minisztere volt. Oktatásügyi miniszterként (1930–1932) nevéhez fűződik a nemzeti közoktatási törvénycsomag kidolgozása (1932). Költészetét harcias hangvételű hazafias dalok és szerelmi líra jellemzik.

## Életútja
Shkodrai kispolgári család sarja volt. Alapiskoláit szülővárosában, előbb egy olasz tannyelvű szakiskolában, majd a jezsuiták xaveriánus kollégiumában végezte el. 1902-től kb. 1906-ig az ausztriai Klagenfurt tanárképzőjének hallgatója volt. Ausztriai évei alatt Gjergj Pekmezi titkáraként segítette a Bécsi Egyetemen tanuló albán diákok ügyes-bajos dolgait. 1904. december 27-én Lirija (’Szabadság’) néven megalapította az ausztriai albán diákokat tömörítő kört, és segített Vëllaznija (’Testvériség’) című lapja elindításában. Ausztriai tanulmányai befejezését követően pedig átmenetileg a bukaresti albán diaszpóra körében időzött.
1908 áprilisában hazatért albán földre, és Korçában telepedett le. 1908 novemberében az általa alapított shkodrai Gegnija társaság képviseletében részt vett az egységes albán ábécé bevezetéséről döntő manasztiri kongresszuson mint a rendezvény titkára. 1908 decemberétől Mihal Gramenót segítette a korçai Koha (’Az Idő’) című közéleti-művelődési hetilap szerkesztésében, valamint megalapította a Vëllazëria (’Testvériség’) sportklubot. 1909 decemberében már Konstantinápolyban volt, ahol Dervish Himával elindították az albán–török kétnyelvű Shqipëtari – Arnavud (’Az Albán’) című folyóiratot, amelyet a hatóságok 1910-ben megszüntettek. A konstantinápolyi albán nacionalista körök megbízásából főszerepet vállalt az 1910-es és az 1911-es oszmánellenes albán felkelés szervezésében, majd egy éven keresztül az elbasani Tanítóképezdében oktatott.
Az albán függetlenség kikiáltása után, 1912 végén visszatért Ausztriába. 1913 márciusában részt vett az albán államiság ügyét megtárgyaló trieszti albán kongresszus szervezésében. A levezető elnöki feladatot is felajánlották számára, de egészségügyi okokra hivatkozva elhárította a felkérést. Ezt követően visszatért Albániába, Risto Siliqivel, Maliq Bushatival és másokkal 1914-ben Shkodrában megalapították nacionalista körüket Nemzeti Szövetség (Lidhja Kombëtare) néven, amelynek Mosit választották elnökéül, és elindították lapjukat Shqypnia e Re (’Az Új Albánia’) címen (a lap még ugyanabban az évben megszűnt). 1914-ben, majd 1916-ban a durrësi kormányok csendőrfőkapitánnyá nevezték ki Mosit. 1916-ban csatlakozott az egységes irodalmi nyelv kialakításán dolgozó shkodrai Albán Irodalmi Bizottság tevékenységéhez.
Az első világháború lezárulását követően szülővárosa képviseletében részt vett az Albánia közjogi helyzetét rendező, 1920. januári lushnjai kongresszuson, majd 1924-ig Shkodra képviselője volt az albán nemzetgyűlésben. Ezzel párhuzamosan 1920 novemberétől a Népszövetség mellé rendelt albán követség tagja volt. 1921. október 16-án az első kormányát megalakító Pandeli Evangjeli felkérte az oktatásügyi minisztérium vezetésére, de egyes források szerint Mosi elhárította a felkérést. Mindezzel párhuzamosan 1921–1922-ben, majd 1924-ben Korça, illetve ugyancsak 1924-ben rövid ideig Gjirokastra prefektusi tisztét is ellátta. Az 1924-es júniusi forradalmat követően a Fan Noli vezette kormány Korça és Gjirokastra prefektusává nevezte ki. Miután a forradalommal elűzött Amet Zogu 1924 decemberében restaurálta hatalmát, Mosi december 26-án elhagyta az országot, és az olaszországi Brindisiben telepedett le.
Az általános amnesztia kihirdetése után, 1926-ban hazatért Albániába, és 1926–1927-ben ismét korçai prefektusként tevékenykedett. 1927. november 16-ától 1928. május 10-éig az Iliaz Vrioni-kormány közmunkaügyi minisztere volt. Ezzel párhuzamosan 1927-től 1929-ig a rendvédelmi szervezet főigazgatója volt, 1929–1930-ben pedig negyedszer is a korçai prefektúra élére került. 1930. március 6-ától 1932. december 7-éig Pandeli Evangjeli második és harmadik kormányában vezette az oktatásügyi minisztérium munkáját, rövid ideig, 1930. március 6-a és 16-a között pedig ügyvivő közmunkaügyi miniszter is volt. 1932–1933-ban másodszor is nemzetgyűlési képviselő volt.
Két hónappal utolsó minisztersége után meghalt. Shkodrában temették el, a sírnál utódja, Mirash Ivanaj oktatásügyi miniszter búcsúztatta az elhunytat.

## Munkássága

### Oktatási miniszteri tevékenysége
Mosi tárcavezetőként korábbi Zogu-ellenes magatartását félretéve igyekezett kiszolgálni az I. Zogu néven immár királyként uralkodó egykori ellenfél központosító hatalmi törekvéseket. 1931 áprilisában például körlevelet intézet az albániai középiskolák vezetőihez azzal az intéssel, hogy tanáraik tartózkodjanak a politikai kérdésekben való megnyilvánulástól. Beiktatásától kezdve fő célja az állami oktatási intézményhálózat megteremtése volt. Nemzeti stratégia híján Albániában ebben az időben számos külföldi, főleg olasz fenntartású, gyakran nem is albán tannyelvű iskola működött. Másokkal együtt Mosi is úgy gondolta, a nemzeti oktatáspolitika és tanterv hiánya teszi lehetővé, hogy a külföldi hatalmak iskoláikat politikai és kulturális befolyásuk növelésére használják. Törekvései eredményeként 1932 szeptemberében a nemzetgyűlés elfogadta a Mosi minisztériuma által kidolgozott közoktatási törvénycsomagot. Ez egyfelől megteremtette a nemzeti alap- és középiskolai hálózat elvi, strukturális és anyagi alapjait. Ugyanakkor a gyermeküket külföldi fenntartású alap- vagy középiskolába beírató szülőket két és hat hónap közötti elzárással (vagy az azt kiváltó pénzbírsággal) büntette. Emellett a törvény azt is elrendelte, hogy a közigazgatási munkahelyek betöltésekor előnyben részesítsék az albán tannyelvű alap- és középoktatásban részt vett pályázókat, a külföldi iskolákat végzett közhivatalnokokat pedig tanulmányaik megismétlésére kötelezzék, ezúttal albán oktatási intézetben. A törvénycsomag intézkedéseinek bevezetését azonban Mosi már nem hajthatta végre: az Evangjeli-kormány válsága miatt a kabinet 1932. december 7-én feloszlott. Hivatali utódja, az 1933. január 12-én hivatalba lépett Mirash Ivanaj oktatási miniszter már Mosi halála után, 1933 áprilisától nagy lendülettel léptette életbe a Mosi-féle közoktatási törvény rendelkezéseit.

### Költői életműve
A századfordulót követő negyedszázadban Mosi elsősorban folyóiratok lapjain megjelent hazafias költemények és szerelmes versek szerzőjeként lett ismert. Első verseskötete 1909-ben Szalonikiben jelent meg Këngat shqipe (’Albán dalok’) címen, ezt követte az 1913-ban megjelent, Zân’ e atdheut (’A haza hangja’) című gyűjteményes kötete. E két kötetben Mosi hazafias költészete szólalt meg, verseiben egyfelől ábrándos hangon az anyaföld szépségeit énekelte meg, másfelől harcias hangvétellel az Oszmán Birodalom elleni fegyveres küzdelmet dicsőítette, illetve az 1911–1912-es albán felkelések hősies mozzanatait örökítette meg. Utóbbiak köréből több versét megzenésítették, és népszerű indulókká váltak. 1916-ban lépett színre szerelmes lírájával a Lotët e dashtnies (’A szerelem könnyei’) című munkájával. Az albán irodalomban addig a szerelmi líra szokatlan kitárulkozásnak számított, és Mosi munkássága – Çajupié és Drenováé mellett – hozzájárult a műfaj elfogadtatásához. A második, az új Lule prendvere (’Tavaszi virágok’) címen megjelent 1927-es kiadásban már megjelentette műfordításait is, többek között a német Lessing, Goethe, Schiller, Uhland és Körner, valamint Petőfi szerelmes verseit. Költői műveivel kísérletet tett a német időmértékes verselés meghonosítására az albán irodalomban.